# Udviklingsgeografi
Udviklingsgeografi er studiet af socialøkonomisk-geografisk udvikling i den tredje verden.
Udviklingsgeografi tager udgangspunkt i økonomiske- og socialgeografiske teorier og kombinerer disse med teorier om udviklingsprocessen i den tredje verden. Studierne gennemføres på forskellige geografiske niveauer, fra studier af lokalsamfund (f.eks. landsby-niveau) over studier af sektorudvikling på nationalt niveau til studier af ulandenes position i den internationale arbejdsdeling. Tematisk arbejdes der med urbaniseringsprocesser, kobling mellem industri og landbrug og Syd-Syd relationer indenfor den internationale arbejdsdeling. Der arbejdes også med kombinationer af økologiske og socioøkonomiske tilgange til studier af bæredygtig udvikling i ulandene. I Danmark kan udviklingsgeografi læses som et hovedmodul på kandidatuddannelsen ved Geografisk Institut, Københavns Universitet.